# خوتا ویلکا
خوتا ویلکا (به لهستانی:  Huta Wielka) یک روستا در لهستان است که در گمینا زالوو واقع شده‌است.